# Фокални механизам
Фокални механизам земљотреса описује нееластичне деформације у области хипоцентра, које генеришу сеизмичке таласе. С обзиром на то да је овај процес везан за расед, показује оријентацију раседне површи која је кретана, као и вектор кретања. Фокални механизми су изведени од решења момента тензора земљотреса, добијеног на основу проучавања сеизмичких таласа. Данас се подаци о својствима сеизмичких таласа добијају у дигиталном виду, али су то, и даље, недовољни подаци за лако решавање момента тензора. Раније, када су ови подаци били аналогни, фокални механизам одређивао се проучавањем првих таласа који долазе из хипоцентра.

## Решење момента тензора
Решење момента тензора се обично приказује графички, на поларним дијаграмима (на Шмитовој мрежи). Енергија, која је ослобођена током земљотреса, у једном правцу помераја и у једној раседној равни, може се моделовати, тако да се истакну два подручја, математички описана као специјални случај тензора другог реда (слично као код стреса). Овај модел назива се момент тензора.
Земљотреси који нису узроковани активношћу раседа, имају нешто другачији принцип ослобађања енергије. У случају подземних нуклеарних експлозија, на пример, сеизмички момент тензора је изотропан, и ова разлика дозвољава да се овакве експлозије лако издвоје од њиховог сеизмичког одговора. 

### Графички приказ
Подаци добијени након земљотреса наносе се на поларни дијаграм у стереографског пројекцији, и то на доњу хемисферу (Шмитова мрежа). Да би се, на мрежи, одредио положај појединачних података, користе се два податка - азимут сеизмолошке станице, и угао емергенције (што је угао отклона сеизмичког зрака од вертикале, у тачки у којој је зрак напустио хипоцентар). Тај угао се рачуна на основу стандардизованих табела података, које описују везу између угла и раздаљине између хипоцентра и сеизмолошке станице, на којој се врши регистрација. Ако постоји довољно станица које су регистровале таласе, могу се исцртати два добро одређена ортогонална велика круга, који ће одвајати компресионе и тензионе опсервације, и ове равни називају се нодалне равни. Опсервације са станица на којима није могуће јасно одредити први наилазак обично леже близу ових равни. По договору, забојена поља се користе за податке са сеизмолошких станица, где су први наиласци таласа имали позитивну амплитуду (компресиони таласи), док се бела поља користе за станице које су прво регистровале таласе са негативним вредностима амлитуда (тензиони таласи), а тачкама се означавају положаји станица на којима су забележени наиласци таласа толико слаби да нема смисла одређивати кретање на основу њих. На тај начин, забојена поља означавају простор где је извршена компресија, C, док су бела поља ознака за простор где је деловала тензија, T. Уместо ових ознака, користе се још и ознаке P и E, који означавају притисак и екстензију (поља где је деловао притисак су забојена, а где је деловала екстензија бела, исто као и у претходном случају).
Раседна површ, по којој је дошло до кретања блокова, услед чега је настао земљотрес, биће паралелна једној од нодалних равни, друга се назива помоћна раван. Нажалост, само на основу фокалног механизма није могуће одредити која од нодалних равни, у ствари, представља раседну површ. Да би се добило једнозначно решење, потребно је поседовати још неке геолошке или геофизичке податке. Вектор целокупног кретања, који означава правац кретања једног блока раседа у односу на други, лежи у раседној површи, 90 степени од нодалне осе.